# Reine (Norvège)
Pour les articles homonymes, voir Reine (homonymie).
Reine est un port de pêche du sud-ouest de la localité de Moskenes dans les îles Lofoten en Norvège. 

## Tourisme
Le port de pêche est l'un des lieux les plus connus de ces îles de par l'impressionnant paysage offert par la localisation du port au pied de falaises abruptes.

## Monuments

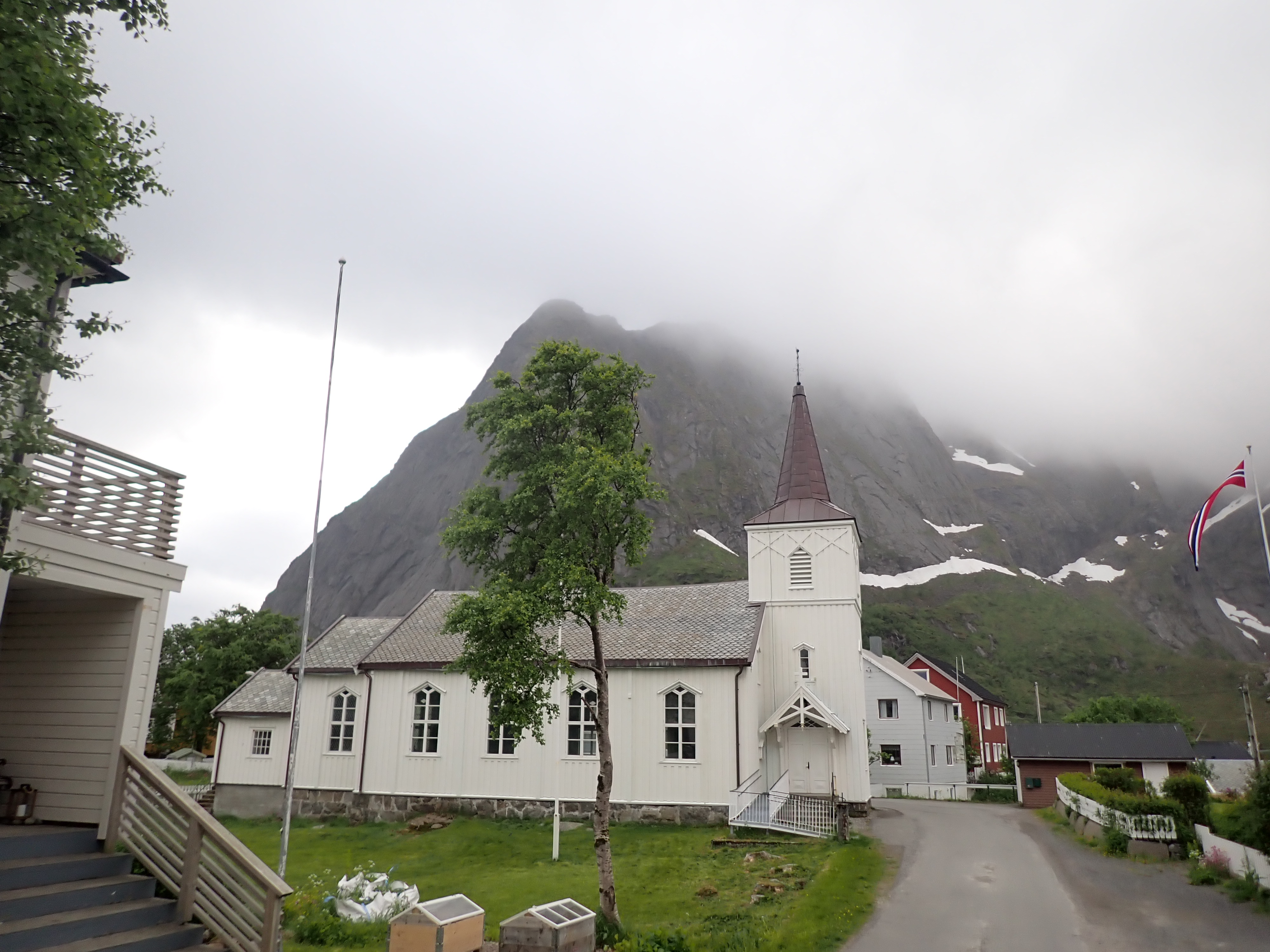
Église de Reine

L'église luthérienne de Reine (Reine kirke), en bois peint en blanc, a été construite en 1890 et consacrée le 9 janvier 1891. 

## Quelques vues de Reine

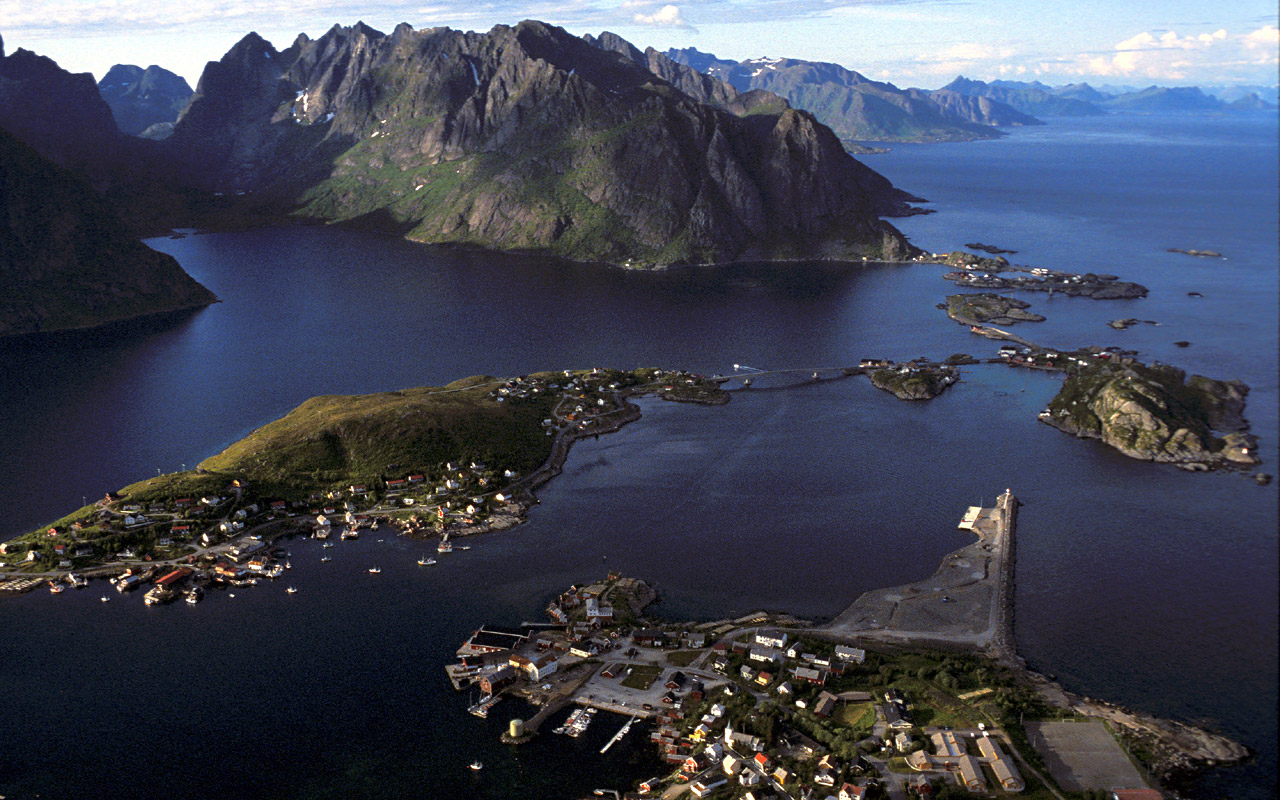
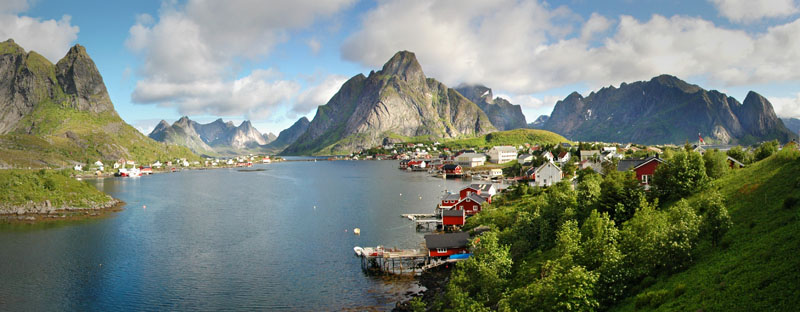
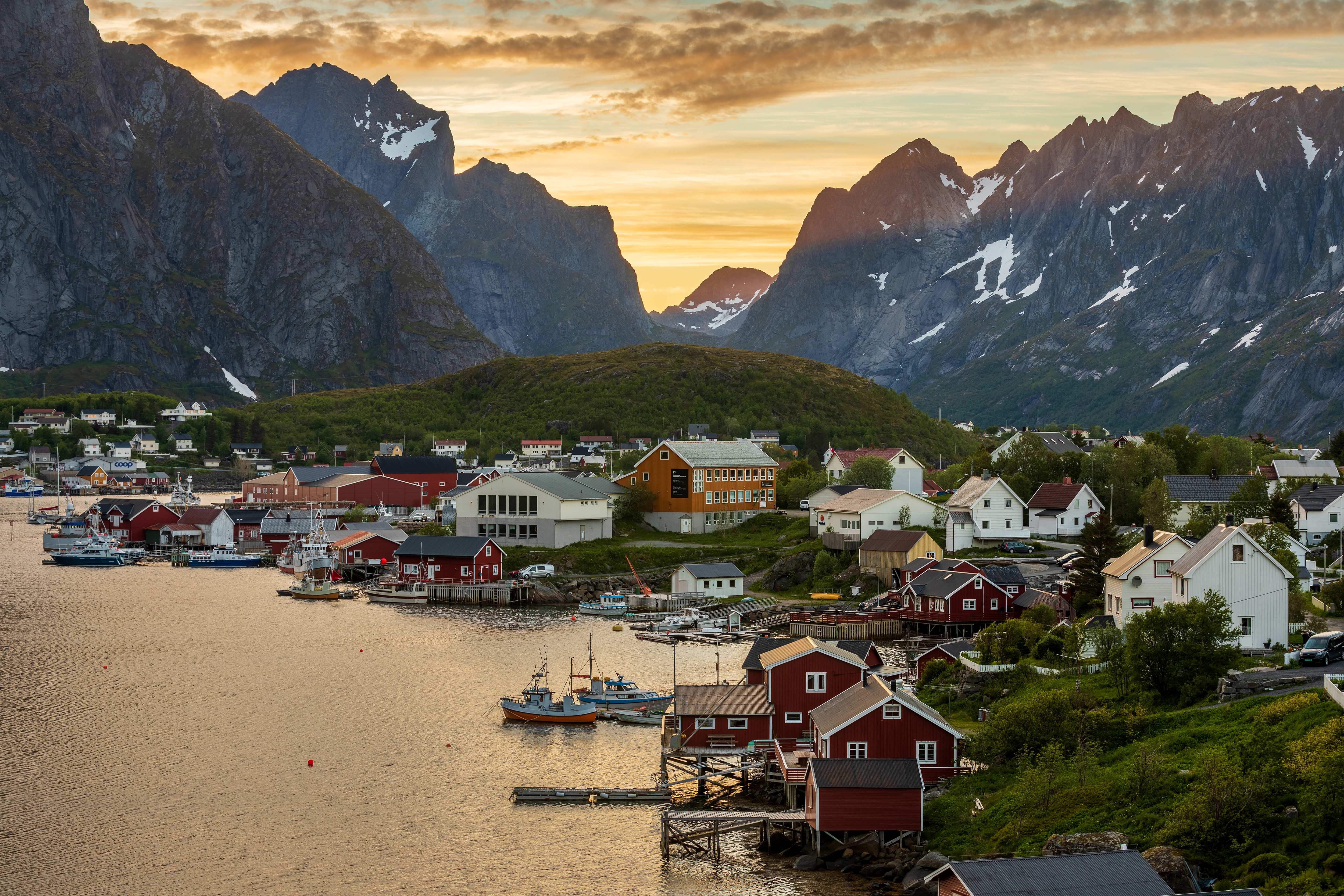